# Nosso Quadro
"Nosso Quadro" é uma canção da cantora brasileira Ana Castela, incluída no álbum AgroPlay Verão da gravadora de Castela, AgroPlay. A faixa foi lançada em 2 de fevereiro de 2023 como single e como parte do primeiro volume de músicas do disco. Mais tarde, a artista regravou a canção para seu álbum de estreia, Boiadeira Internacional, que também foi incluída na quarta parte de músicas do projeto.

## Sobre a canção
Composição de Marco Carvalho e Rodolfo Alessi, a canção conta sobre uma garota que tem saudade de alguém e que queria se casar com esta pessoa, mas, por algum motivo, não conseguiu.

## Faixas e formatos
| Download digital / streaming |                |         |  |
| N.º                          | Título         | Duração |  |
| 1.                           | "Nosso Quadro" | 2:54    |  |

| Download digital / streaming (Remix de lo-fi) |                              |         |  |
| N.º                                           | Título                       | Duração |  |
| 1.                                            | "Nosso Quadro" (Lo-Fi Remix) | 3:00    |  |

## Prêmios e indicações
| Ano  | Prêmio                                | Categoria        | Resultado | Ref.  |
| ---- | ------------------------------------- | ---------------- | --------- | ----- |
| 2023 | Prêmio Multishow de Música Brasileira | Hit do Ano       | Indicada  | [ 5 ] |
| 2023 | Prêmio Multishow de Música Brasileira | Sertanejo do Ano | Indicada  | [ 5 ] |

## Desempenho comercial
| Tabela musical (2023)           | Melhor posição |
| ------------------------------- | -------------- |
| Brasil Airplay (Top 100 Brasil) | 22             |
| Brasil (Billboard Brazil Songs) | 1              |
| Global 200 (Billboard)          | 95             |
| Global Excl. US (Billboard)     | 35             |

| Tabela musical (2023)     | Melhor posição |
| ------------------------- | -------------- |
| Brasil (Top 50 Streaming) | 1              |